# Parafia św. Józefa Oblubieńca i św. Jana Chrzciciela w Leszkowicach
Parafia św. Józefa Oblubieńca i św. Jana Chrzciciela w Leszkowicach – parafia rzymskokatolicka, znajdująca się w archidiecezji lubelskiej, w dekanacie Czemierniki.

## Zasięg parafii
Do parafii należą wierni z następujących miejscowości: Leszkowice, Luszawa

## Proboszczowie
- ks. Gustaw Sikora (?–2025 )[2]
- ks. Grzegorz Opoka (2025– )[2]